# Hovs kommuna
Hovs kommuna er en kommune på Suðuroy, den sydligste af Færøerne. Kommunen omfatter kun bygden Hov og er en af de mindste færøske kommuner regnet i folketal. 1. januar 2010 havde Hovs kommuna 121 indbyggere, mod 153 i 1985, og 183 i 1960. Kommunen udskiltes fra Porkeris kommuna i 1920.

## Politik
Seneste kommunestyrevalg fandt sted i november 2012, og valgte kommunestyre med virkning fra 1. januar 2013. Som ved forrige valg var Folkaflokkurin eneste opstillede liste og fik samtlige 5 mandater. Valgdeltagelsen blandt de 103 vælgere var 74,8%. Delmar Tausen fortsatte som borgmester med Jónsvein Hovgaard som viceborgmester.
| Liste | Parti          | Stemmer | Procent | Mandater | Mandater |
| ----- | -------------- | ------- | ------- | -------- | -------- |
| A     | Fólkaflokkurin | 77      | 100     | 5        | 0        |
|       | I alt          | 77      | 100     | 5        | 0        |

| Liste A        | Liste A               | Liste A        |
| Fólkaflokkurin | Fólkaflokkurin        | Fólkaflokkurin |
| Nr             | Kandidat              | Stemmer        |
| -------------- | --------------------- | -------------- |
| 1.             | Selma R.F. Johannesen | 2              |
| 2.             | Niels F.J. Hammer     | 6              |
| 3.             | Margret Jóhannsdóttir | 5              |
| 4.             | Jónsvein Hovgaard     | 24             |
| 5.             | Delmar Tausen         | 25             |
| 6.             | Bergljót H.B. Ludvig  | 8              |
| 7.             | Annika J. Joensen     | 7              |
|                | Partiliste            | 0              |